# San Carlos (Morazán)
San Carlos è un comune del dipartimento di Morazán, in El Salvador.